# Baldiri Aleu Torres
Baldiri Aleu Torres (San Boi de Llobregat, 1894-San Boi de Llobregat, 1975) fue un deportista y veterinario español. Fue el introductor del rugby en España en 1921, que había conocido en Toulouse cuando estudiaba Veterinaria, con la creación de Unió Esportiva Santboiana de Football Rugby el 12 de junio de 1921. El club fundado por Aleu ganó su primera competición en 1922: la Copa de la Real Sociedad de Carreras de Caballos.
Finalizados los estudios de Veterinaria, Baldiri Aleu había vuelto a su localidad natal, Sant Boi, y con diversos amigos de la tertulia de Cal Ninyo, arrendó un terreno cercano a la orilla del río Llobregat, conocido como el Camp del Riu, con lo que se inició la andadura de la UE Santboiana, del que fue presidente entre 1921 y 1936. 
En 1922, Baldiri Aleu publicó un manifiesto titulado "Entorn del foot-ball rugby" en el diario La Veu de Catalunya.
Ejerció como veterinario municipal de San Boi de Llobregat y participó en el XVIth International Veterinary Congress (1959) que tuvo lugar en Madrid.
En su ciudad natal, el Estadi Baldiri Aleu lleva su nombre.